# L-Galactonolactona deshidrogenasa
La L-galactonolactona deshidrogenasa (EC 1.3.2.3, es una enzima que cataliza las siguientes reacciones químicas:
1. L-galactono-1,4-lactona + 2 ferricitocromo c {\displaystyle \rightleftharpoons } L-ascorbato + 2 ferrocitocromo c + 2 H+
2. L-ascorbato + 2 ferricitocromo c {\displaystyle \rightleftharpoons } L-deshidroascorbato +  2 ferrocitocromo c + 2 H+

La segunda reacción ocurre espontáneamente.
Por lo tanto los dos sustratos de esta enzima son L-galactono-1,4-lactona y citocromo c oxidado, mientras que sus tres productos son L-deshidroascorbato, citocromo c reducido y iones hidrógeno.

## Clasificación
Esta enzima pertenece a la familia de las oxidorreductasas, más específicamente a aquellas oxidorreductasas que actúan sobre grupos CH-CH utilizándolos como dadores de electrones con oxígeno molecular como aceptor.

## Nomenclatura
El nombre sistemático de esta clase de enzimas es L-galactono-1,4-lactona:ferricitocromo-c oxidorreductasa. Otros nombres de uso común para esta clase de enzimas pueden ser: galactonolactona deshidrogenasa, L-galactono-gama-lactona deshidrogenasa, L-galactono-gama-lactona:ferricitocromo-c oxidorreductasa, GLDHasa, y GLDasa.

## Papel biológico
Esta enzima cataliza el paso final en la biosíntesis del ácido L-ascórbico en las plantas superiores y en prácticamente todos los animales, excepto primates y algunas aves.